# Dieppe-kaarten

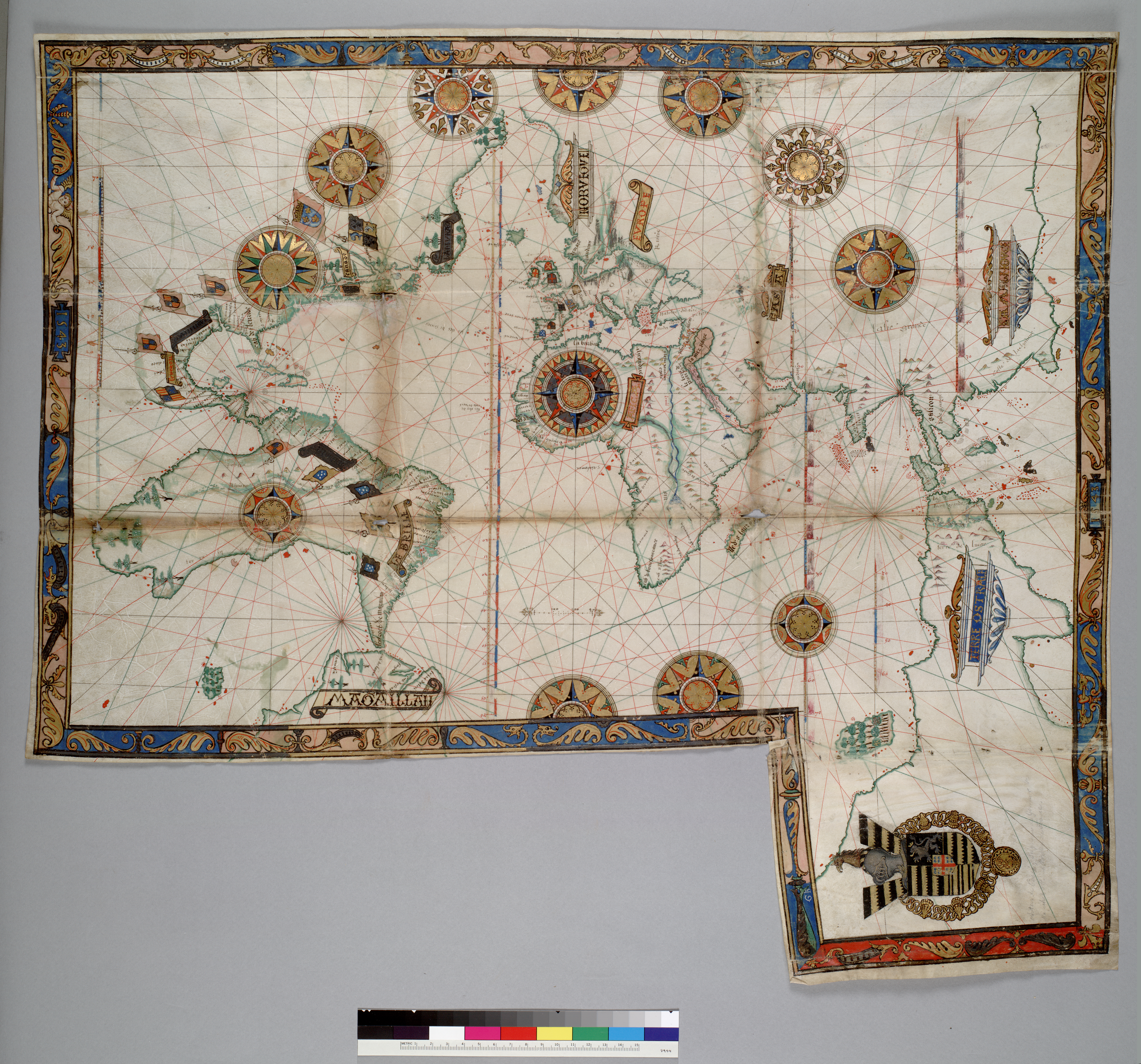
Wereldkaart, door Guillaume Brouscon, 1543.

De Dieppe-kaarten vormen een serie wereldkaarten die gemaakt werden in de jaren 1540, 1550 en 1560 in Dieppe (Frankrijk). Het zijn grote handgemaakte kaarten, vervaardigd in opdracht van rijke en koninklijke opdrachtgevers, waaronder Hendrik II van Frankrijk en Hendrik VIII van Engeland. De school van cartografen van Dieppe bestond onder andere uit Pierre Desceliers, Jean Rotz, Guillaume Le Testu, Guillaume Brouscon en Nicholas Desliens.

## Overgeleverde Dieppe-kaarten

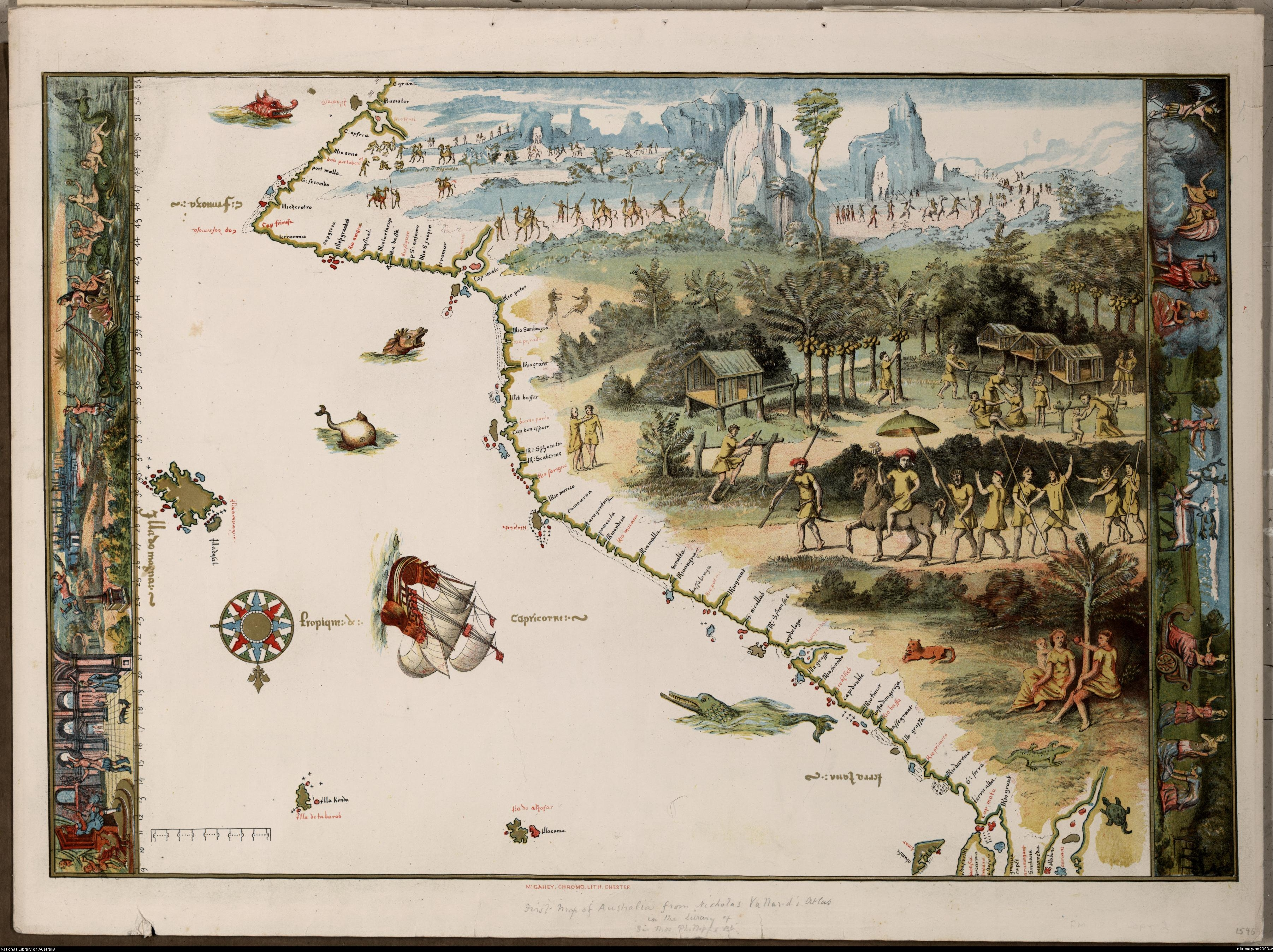
Oostkust van Jave La Grande: van Nicholas Vallard's Atlas, 1547. Dit maakt deel uit van een exemplaar van een van de Dieppe kaarten uit 1856. Kopie in het bezit van de National Library of Australia.

De Dieppe-kaarten die tot op heden bekend zijn, omvatten onder andere:
- Jean Rotz, Boke of Idrography, 1542. British Library, Londen
- Guillaume Brouscon, wereldkaart, 1543, Huntington Library, Los Angeles, Californië
- Pierre Desceliers, "Koninklijke" wereldkaart, 1546. John Rylands Library, University of Manchester
- Anoniem, "Harleian" of "Dauphin" wereldkaart. ca. 1547. British Library, Londen
- Anoniem, gemaakt voor Nicholas Vallard, portolaan atlas, ca. 1547. Huntington Library, Los Angeles, Californië
- Pierre Desceliers, wereldkaart, 1550. British Library, Londen
- Pierre Desceliers, wereldkaart, 1553. Wenen (verloren gegaan)
- Guillaume Le Testu Cosmographie Universelle, 1555. Bibliothèque du Service historique de l‘Armée de Terre, Parijs
- Anoniem, portolaanatlas - toegeschreven aan Pierre Desceliers, wereldkaart. ca. 1555. Morgan Library New York
- Guillaume Le Testu, wereldkaart, 1566. Bibliothèque nationale de France, Parijs
- Nicholas Desliens, wereldkaart, ca. 1541-1561. Dresden (verloren gegaan)
- Nicholas Desliens, wereldkaart, 1566. Bibliothèque nationale de France, Parijs
- Nicholas Desliens, wereldkaart, 1567. National Maritime Museum, Greenwich
- Toegeschreven aan Nicolaas Desliens, wereldkaart, ca. 1568. National Maritime Museum, Greenwich

## De Dieppe-school van cartografie
Omdat veel van de opschriften op de Dieppe-kaarten in het Frans, Portugees of verfranst Portugees zijn, heeft men vaak aangenomen dat de school van Dieppe-kaartenmakers werkte met Portugese bronnen die nu onbekend zijn. Er wordt verondersteld dat de Portugese cartografen werden omgekocht voor inlichtingen over de laatste ontdekkingen, ondanks het officiële Portugese beleid van stilte (Politica de sigilo). De Cantino-kaart van 1502 (geen Dieppe-kaart) toont ook indirect bewijs van Portugese bronnen, en sommigen zien dit als ondersteunend bewijs voor deze veronderstelling.
Een veelvoorkomend kenmerk van de meeste Dieppe-wereldkaarten (zie Vallard 1547, Desceliers 1550) zijn de kompasrozen en loxodromen, die verwijzen naar een zeekaart. Ze kunnen echter het best begrepen worden als kunstwerken, duidelijk bedoeld om te worden uitgespreid op een tafel, om informatie weer te geven over de nieuwste ontdekkingen, zij aan zij met mythologische verwijzingen en illustraties. Bijvoorbeeld, de kaart van Desceliers uit 1550 bevat beschrijvingen van vroege Franse pogingen om Canada te koloniseren, de verovering van Peru door de Spanjaarden en de Portugese zeehandel in de Molukken. Op dezelfde kaart kunnen beschrijvingen worden gevonden van het legendarische Cathay, koning Pape Jan in Ethiopië, en het ras van de Amazonen in Rusland. Andere Dieppe-kaarten tonen ook fictieve elementen zoals het op Marco Polo geïnspireerde Zanzibar/Îles des Geanz (Zie Vallard 1547, 1542 en Rotz Dauphin c1536-42). Zoals met andere kaarten van vóór de zeventiende eeuw, tonen de Dieppe-kaarten geen kennis van de lengtegraad. Terwijl de breedtegraad kon worden aangegeven in graden, zoals gemeten met het astrolabium of het kwadrant, kon de oostwaarde alleen worden gegeven in afstand.
Het merendeel van de Dieppe-kaarten toont een grote landmassa, getiteld "Jave la Grande", tussen wat nu Indonesië en Antarctica is. Met name in de Engelstalige wereld is de academische en populaire belangstelling voor de Dieppe-kaarten in de afgelopen 150 jaar grotendeels gericht op dit element op de kaarten. Dit komt doordat sommige schrijvers veronderstellen dat Jave la Grande aanwijzingen geeft van een mogelijke verkenning van de kusten van Australië door de Portugezen rond 1520. De meest recente wetenschappelijke artikelen over de Dieppe-kaarten door Carile (1997), Brunelle (2007) en King (2009) hebben echter geopperd dat de kaarten als geheel moeten worden beschouwd, waarbij wordt gelet op wat ze onthullen over de verschillende invloeden op de kaartenmakers, evenals de Franse aspiraties. Deze groep van schrijvers betoogt dat de kaarten niet noodzakelijkerwijs letterlijke verslagen van ontdekkingsreizen weergeven.

## De Dieppe-kaarten als bewijs van de Franse territoriale aspiraties

### Het werk van Gayle K. Brunelle

Wereldkaart van Nicolas Desliens, 1566. (Noord en zuid omgekeerd)

Professor Gayle K. Brunelle van de California State University betoogde dat, hoewel de Dieppe-cartografenschool gedurende slechts één generatie actief was (ongeveer van 1535 tot 1562), de eraan verbonden cartografen propagandisten waren voor de Franse geografische kennis en territoriale aanspraken in de Nieuwe Wereld. De decennia waarin de Dieppe-school bloeide, vielen samen met de hoogtijdagen van de Franse handel met de Nieuwe Wereld in de zestiende eeuw, met name op het gebied van de Noord-Atlantische vishandel, de opkomende bonthandel, en het allerbelangrijkste voor de cartografen, de rivaliteit met de Portugezen over de controle van de kusten van Brazilië en de levering van het lucratieve brazielhout. Brunelle stelt dat de cartografen van Dieppe toegang hadden tot cartografische vaardigheden en geografische kennis van Portugese zeelieden, navigators en geografen die in Frankrijk werkten, terwijl ze tevens kaarten maakten die bedoeld waren om de Franse heerschappij over de Nieuwe Wereld te benadrukken, zowel in Newfoundland als in Brazilië, waar de Portugezen ook aanspraak op maakten. Brunelle merkte op dat de Dieppe-kaarten in ontwerp en stijl een mix laten zien van de nieuwste geografische en nautische kennis die circuleerde in Europa. Tegelijkertijd zijn er oudere voorstellingen van wereldgeografie te vinden die voortkomen uit Ptolemaeus en middeleeuwse cartografen en ontdekkingsreizigers, zoals Marco Polo. Renaissance-kaartenmakers, zoals die in Dieppe, leunden sterk op elkaars werk, evenals op de kaarten van eerdere generaties, waardoor hun kaarten een mengeling weergeven van oude en nieuwe gegevens en zelfs verschillende beeldvormingen van de ruimte, vaak ongemakkelijk naast elkaar geplaatst op dezelfde kaart.

### Andere schrijvers over de Franse visies op de wereld en de Dieppe-kaarten
De Dieppe-kaarten tonen allemaal het zuidelijke continent, Terra Australis, voorzien van een enorme uitstekende landtong naar het noorden, genaamd "Jave la Grande". Volgens de Franse geograaf Numa Broc vond Terra Australis zijn meest bezielende illustrator in de stuurman-cartograaf van Le Havre, Guillaume Le Testu. Le Testu's Cosmographie Universelle, de prachtige atlas die hij in 1556 presenteerde aan Gaspard de Coligny, admiraal van Frankrijk, vormde een ware encyclopedie van de geografische en etnografische kennis van die tijd. De Franse historicus Frank Lestringant zei eens: "De nautische fictie van Le Testu voldeed aan de voorwaarden voor een technisch hulpmiddel, maar het verschafte tegelijkertijd koning koning Hendrik II en zijn minister, admiraal De Coligny, een vooruitblik op een wereldrijk dat erop wachtte om tot stand te komen." In de Cosmographie zijn twaalf helder gekleurde kaarten gewijd aan een overzicht van het fictieve continent Terra Australis. Op deze kaarten tekende Le Testu de contouren van een enorm continent dat het zuidelijk halfrond bedekte en een aanzienlijk deel van de Indische Oceaan vulde. Dit denkbeeldige land werd ontleend aan de Antichthone van de Grieken en was eerder al in het leven geroepen, met name door de wiskundige en kosmograaf Oronce Finé (1531), en door de voorgangers van Le Testu in de Dieppe-school. Volgens de Portugese historicus Paolo Carile toont het standpunt van Le Testu een cultureel conflict tussen de oude kosmografische overtuigingen en de eisen van een op ervaring gebaseerd begrip van geografische en etnografische kennis, beïnvloed door de strengheid van zijn calvinistische geloof. Carile merkt op dat, terwijl Le Testu aan de iconografische kant een zuidelijk continent toont met vreemde beesten en tropische omstandigheden getekend naar fantasie en oude legenden, hij aan de andere kant deze uitstap van zijn verbeelding tenietdoet door zijn erkenning dat het land nog niet bekend was en wat was uitgestippeld op zijn kaart uitsluitend gebaseerd was op verbeelding en vermoeden.

## Speculatie over de Portugese ontdekking van Australië

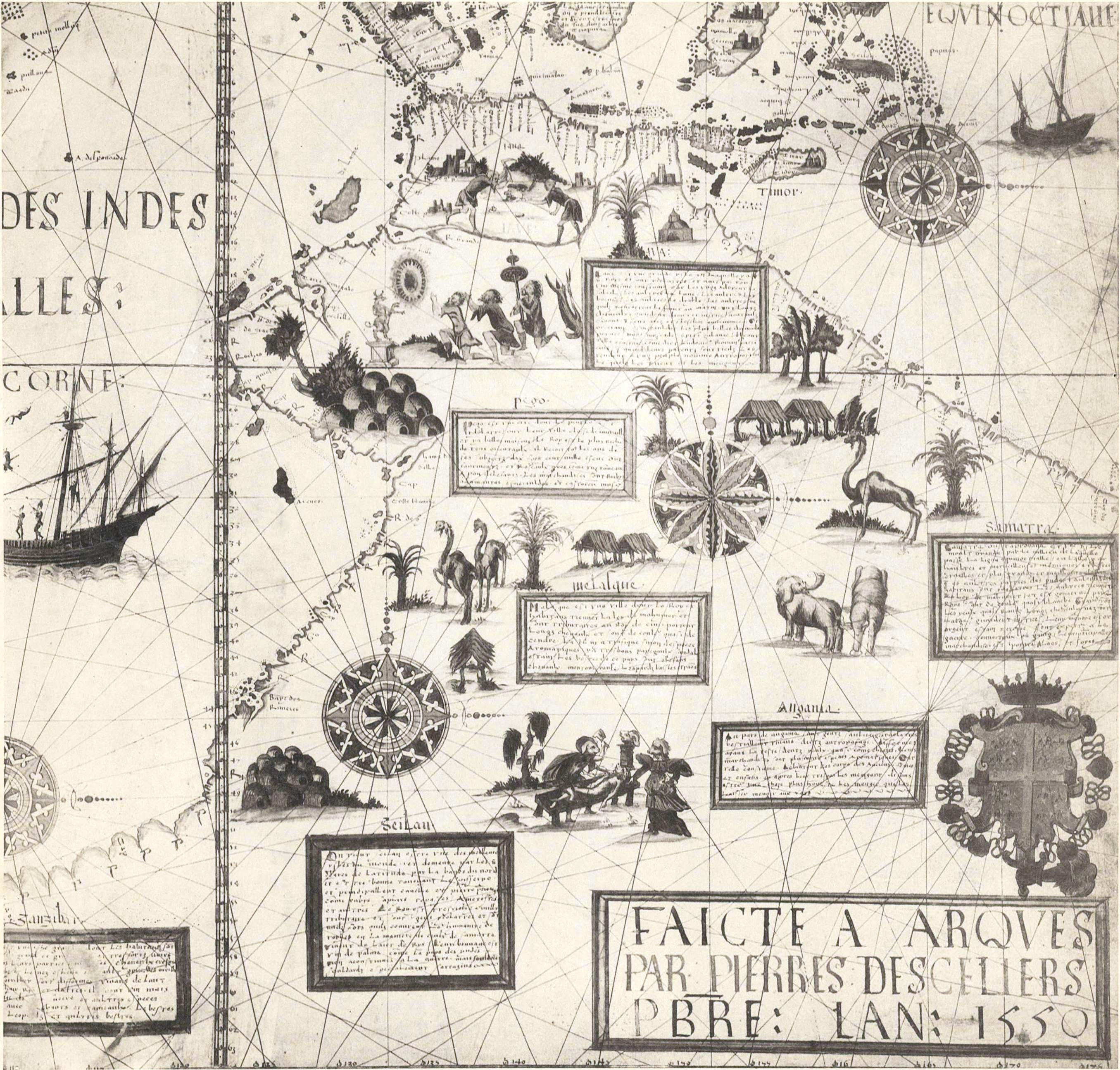
Detail van een kaart van Terre Australe door Desceliers, 1550.

Bespreking van de Dieppe-kaarten in het hedendaagse Australië beperkt zich vrijwel uitsluitend tot het element Jave la Grande. In de media worden de kaarten soms ten onrechte omschreven als Portugees, en ze worden vaak aangehaald als bewijs dat de Portugezen in de vroege zestiende eeuw Australië zouden hebben ontdekt. De eerste schrijver die deze kaarten naar voren bracht als bewijs van de Portugese ontdekking van Australië was Alexander Dalrymple in 1786, in een korte noot in zijn Memoir Concerning the Chagos and Adjacent Islands. Sindsdien hebben verschillende schrijvers bijgedragen aan de discussie over de "Jave La Grande" landmassa die wordt weergegeven op de Dieppe-kaarten. Over het algemeen wordt de landmassa echter beschouwd als speculatie van een onbekend zuidland.

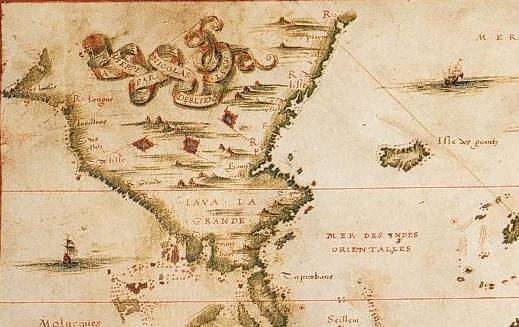
Nicolas Desliens, detail van "Java la Grande", 1566.